# Istočnoeuropska nizina
Istočnoeuropska nizina (rus.: Восточно-Европейская равнина, ukr.: Східноєвропейська рівнина, polj.: Nizina Wschodnioeuropejska, bje.: Усходне-Эўрапейская раўніна, est.: Ida-Euroopa lauskmaa, Vene tasandik, kaz.: Шығыс Еуропа жазығы, lit.: Ryţu Europos lyguma, lat.: Austrumeiropas līdzenums, mol.: Cîmpia Europei de Est)  poznata i kao Ruska nizina je velika nizina u istočnoj Europi, koja zauzima približno 40 % europskog kontinenta i po tome predstavlja njegovu najveću ravničarsku cjelinu.

## Obilježja
Istočnoeuropska nizina zauzima približno 4.000.000 km² i prosječne je visine od 170 m. Najviši dio nizine je Valdajsko pobrđe visoko 347 metara. 

## Granice
Nizina je omeđena Bijelim i Barentsovim morem na sjeveru, Kaspijskim jezerom, planinom Ural i rijekom Ural na istoku, Kavkazom i Crnim morem na jugu te Baltičkim morem, Karpatima i drugim planinama u Poljskoj na zapadu.

## Države
Države u kojima se nalazi nizina:
- Rusija
- Estonija
- Latvija
- Litva
- Bjelorusija
- Ukrajina
- Poljska
- Moldavija
- Kazahstan (europski dio)

## Rijeke
- Volga
- Ural
- Visla
- Dnjepar
- Don
- Pečora
- Kama
- Oka
- Belaja
- Daugava
- Njemen
- Pregola